# Verenigde Staten op de Olympische Zomerspelen 1996
De Verenigde Staten namen deel aan de Olympische Zomerspelen 1996 in Atlanta, Verenigde Staten.

## Deelnemers en resultaten
(m) = mannen, (v) = vrouwen

### Atletiek
- Dannette Young
- Cameron Wright
- Todd Williams
- Shana Williams
- Jeff Williams
- Erica Wheeler
- Tony Washington
- Tisha Waller
- Marieke Veltman
- Lynda Tolbert-Goode
- Connie Teaberry
- Eugene Swift
- Dave Stephens
- Jim Spivey
- Jenny Spangler
- Linda Somers
- Adam Setliff
- Amy Rudolph
- Michelle Rohl
- Brandon Rock
- Todd Riech
- Cynthea Rhodes
- Butch Reynolds
- Meredith Rainey
- Jason Pyrah
- Tom Pukstys
- Connie Price-Smith
- Suzy Powell-Roos
- Mike Powell
- Dave Popejoy
- Tony Parilla
- Ramona Pagel
- Diana Orrange
- Joan Nesbit
- Herm Nelson
- Dan Middleman
- Paul McMullen
- Kevin McMahon
- Debbi Lawrence
- Anne Marie Lauck
- Bob Kennedy
- Bob Kempainen
- Lawrence Johnson
- Lynn Jennings
- Allen James
- Regina Jacobs
- Brian Hyde
- C. J. Hunter
- Scott Huffman
- Chris Huffins
- Sheila Hudson-Strudwick
- Vicki Huber
- Robert Howard
- Aretha Hill-Thurmond
- D'Andre Hill
- Tori Herazo
- Juli Henner
- Jeff Hartwig
- Sharon Hanson
- Johnny Gray
- Matt Giusto
- Robert Gary
- Steve Fritz
- Kate Fonshell
- Suzy Favor-Hamilton
- Sandra Farmer-Patrick
- Cheryl Dickey
- Mary Decker-Slaney
- Marc Davis
- Mark Croghan
- Mark Coogan
- Mike Conley
- Curt Clausen
- Joetta Clark-Diggs
- Andrzej Chylinski
- Nicole Carroll
- Ed Broxterman
- Bryan Bronson
- Keith Brantly
- Kelly Blair
- Brad Barquist
- Lacy Barnes-Mileham
- Olga Avalos-Appell
- Valeyta Althouse
- Amy Acuff
- Jackie Joyner-Kersee
- Joe Greene
- Calvin Davis
- Tonja Buford-Bailey
- Tim Montgomery
- Dennis Mitchell
- Mike Marsh
- Tim Harden
- John Godina
- Jon Drummond
- Lance Deal
- Mark Crear
- Kim Batten
- Linetta Wilson
- Rochelle Stevens
- LaMont Smith
- Jason Rouser
- Dan O'Brien
- Derek Mills
- Inger Miller
- Jearl Miles-Clark
- Anthuan Maybank
- Maicel Malone
- Carl Lewis
- Allen Johnson
- Kenny Harrison
- Alvin Harrison
- Carlette Guidry-White
- Kim Graham
- Chryste Gaines
- Randy Barnes
- Charles Austin
- Derrick Adkins
- Gwen Torrence
- Michael Johnson
- Gail Devers

### Badminton
- Erika Von Heiland
- Kevin Han
- Linda French

### Beachvolleybal
- Sinjin Smith
- Debra Richardson
- Nancy Reno
- Holly McPeak
- Carl Henkel
- Linda Hanley
- Barbra Fontana
- Gail Castro
- Mike Whitmarsh
- Mike Dodd
- Kent Steffes
- Karch Kiraly

### Boksen
- Fernando Vargas
- Zahir Raheem
- Eric Morel
- Albert Guardado
- David Diaz
- Lawrence Clay-Bey
- Rhoshii Wells
- Antonio Tarver
- Floyd Mayweather
- Nate Jones
- Terrance Cauthen
- David Reid

### Boogschieten
- Lindsay Langston
- Janet Dykman
- Judi Adams
- Rod White
- Butch Johnson
- Justin Huish

### Hockey

#### Mannentoernooi
- Selectie
  - Tom Vano
  - Steve Danielson
  - Larry Amar
  - Marq Mellor
  - Scott Williams
  - Steve Jennings
  - Steven van Randwijck
  - Mark Wentges
  - John O'Neill
  - Eelco Wassenaar
  - Nick Butcher
  - Ahmed Elmaghraby
  - Phil Sykes
  - Otto Steffers
  - Ben Maruquin
  - Steve Wagner

#### Vrouwentoernooi
- Selectie
  - Patty Shea
  - Laurel Martin
  - Liz Tchou
  - Marcia Pankratz
  - Cindy Werley
  - Diane Madl
  - Kris Fillat
  - Kelli James
  - Tracey Fuchs
  - Antoinette Lucas
  - Katie Kauffman
  - Andrea Wieland
  - Leslie Lyness
  - Barbara Marois
  - Jill Reeve
  - Pamela Bustin

### Honkbal

#### Mannentoernooi
- Selectie
  - Jason Williams
  - Jeff Weaver
  - Jim Parque
  - Augie Ojeda
  - Warren Morris
  - Brian Loyd
  - Braden Looper
  - Travis Lee
  - Matt LeCroy
  - Mark Kotsay
  - Billy Koch
  - Jacque Jones
  - A. J. Hinch
  - Kip Harkrider
  - Seth Greisinger
  - Chad Green
  - Troy Glaus
  - R. A. Dickey
  - Kris Benson
  - Chad Allen

### Moderne vijfkamp
- Michael Gostigian

### Schoonspringen
| Olympiër     | Discipline    | Resultaat | Prestatie                                                                            |
| ------------ | ------------- | --------- | ------------------------------------------------------------------------------------ |
| Scott Donie  | 3 m plank (m) | 4e        | voorronde: 414.03 punten (4e) halve finale: 637.89 punten (4e) finale: 666.93 punten |
| Mark Lenzi   | 3 m plank (m) | Brons     | voorronde: 372.03 punten (9e) halve finale: 601.77 punten (7e) finale: 686.49 punten |
| Jenny Keim   | 3 m plank (v) | 9e        | voorronde: 270.48 punten (9e) halve finale: 481.65 (7e) finale: 486.63 punten        |
| Melisa Moses | 3 m plank (v) | 4e        | voorronde: 279.75 punten (6e) halve finale: 491.70 punten (6e) finale: 507.99 punten |

### Softbal

#### Vrouwentoernooi
- Selectie
  - Laura Berg
  - Gillian Boxx
  - Sheila Cornell
  - Lisa Fernandez
  - Michele Granger
  - Lori Harrigan
  - Dionna Harris
  - Kim Maher
  - Leah O'Brien
  - Dot Richardson
  - Julie Smith
  - Michele Smith
  - Shelly Stokes
  - Danielle Tyler
  - Christa Williams

### Tafeltennis
- David Zhuang
- Wei Wang
- Todd Sweeris
- Lily Hugh-Yip
- Amy Feng
- Jim Butler

### Tennis
- MaliVai Washington
- Monica Seles
- Richey Reneberg
- Mary Joe Fernandez
- Gigi Fernandez
- Lindsay Davenport
- Andre Agassi

### Voetbal

#### Mannentoernooi
- Selectie
  - Kasey Keller[1]
  - Matt McKeon
  - Billy Walsh
  - Eddie Pope
  - Clint Peay
  - Alexi Lalas[1]
  - Imad Baba
  - Jovan Kirovski
  - A. J. Wood
  - Claudio Reyna
  - Miles Joseph
  - Brandon Pollard
  - Frankie Hejduk
  - Brian Maisonneuve
  - Nelson Vargas
  - Rob Smith
  - Damian Silvera
  - Chris Snitko
- Bondscoach
  - Bruce Arena

#### Vrouwentoernooi
- Selectie
  - Briana Scurry
  - Cindy Parlow
  - Carla Overbeck
  - Tiffany Roberts
  - Brandi Chastain
  - Shannon MacMillan
  - Mia Hamm
  - Michelle Akers
  - Julie Foudy
  - Carin Gabarra
  - Kristine Lilly
  - Joy Fawcett
  - Tisha Venturini
  - Tiffeny Milbrett
  - Staci Wilson
- Bondscoach
  - Tony DiCicco

### Volleybal

#### Mannentoernooi
- Selectie
  - Lloy Ball
  - John Hyden
  - Bob Ctvrtlik
  - Bryan Ivie
  - Tom Sorensen
  - Scott Fortune
  - Jeff Stork
  - Jeff Nygaard
  - Mike Lambert
  - Dan Landry
  - Brett Winslow

#### Vrouwentoernooi
- Selectie
  - Teee Sanders-Williams
  - Yoko Zetterlund
  - Paula Weishoff
  - Caren Kemner
  - Lori Endicott
  - Kristin Klein
  - Beverly Oden
  - Tammy Webb-Liley
  - Elaina Oden
  - Danielle Scott-Arruda
  - Tara Cross-Battle
  - Elaine Youngs

### Waterpolo

#### Mannentoernooi
- Selectie
  - Gavin Arroyo
  - Troy Barnhart, Jr.
  - Chris Duplanty
  - Mike Evans
  - Kirk Everist
  - Dan Hackett
  - Chris Humbert
  - Kyle Kopp
  - Jeremy Laster
  - Rick McNair
  - Chris Oeding
  - Alex Rousseau
  - Wolf Wigo

### Zwemmen
- Eric Wunderlich
- Peter Wright
- Jilen Siroky
- John Piersma
- Whitney Metzler
- Janet Evans
- Ray Carey
- Greg Burgess
- Carlton Bruner
- Allison Wagner
- Eric Namesnik
- Tom Malchow
- Ashley Whitney
- Melanie Valerio
- Scott Tucker
- Cristina Teuscher
- Sheila Taormina
- Annette Salmeen
- Kristine Quance
- Trina Jackson
- Joe Hudepohl
- Mark Henderson
- John Hargis
- Kurt Grote
- David Fox
- Tom Dolan
- Brad Bridgewater
- Ryan Berube
- Brooke Bennett
- Tripp Schwenk
- Jeremy Linn
- Brad Schumacher
- Jeff Rouse
- Jon Olsen
- Lisa Jacob
- Catherine Fox
- Beth Botsford
- Whitney Hedgepeth
- Amanda Beard
- Jenny Thompson
- Josh Davis
- Angel Martino
- Gary Hall jr.
- Amy Van Dyken

Afghanistan · Albanië · Algerije · Amerikaanse Maagdeneilanden · Amerikaans-Samoa · Andorra · Angola · Antigua‑Barbuda · Argentinië · Armenië · Aruba · Australië · Azerbeidzjan · Bahama's · Bahrein · Bangladesh · Barbados · België · Belize · Benin · Bermuda · Bhutan · Bolivia · Bosnië en Herzegovina · Botswana · Brazilië · Britse Maagdeneilanden · Brunei · Bulgarije · Burkina Faso · Burundi · Cambodja · Canada · Centraal-Afrikaanse Republiek · Chili · China · Chinees Taipei · Colombia · Comoren · Congo-Brazzaville · Cookeilanden · Costa Rica · Cuba · Cyprus · Denemarken · Djibouti · Dominica · Dominicaanse Republiek · Duitsland · Ecuador · Egypte · El Salvador · Equatoriaal-Guinea · Estland · Ethiopië · Fiji · Filipijnen · Finland · Frankrijk · Gabon · Gambia · Georgië · Ghana · Grenada · Griekenland · Groot-Brittannië · Guam · Guatemala · Guinee · Guinee-Bissau · Guyana · Haïti · Honduras · Hongarije · Hongkong · Ierland · IJsland · India · Indonesië · Irak · Iran · Israël · Italië · Ivoorkust · Jamaica · Japan · Jemen · Joegoslavië · Jordanië · Kaaimaneilanden · Kaapverdië · Kameroen · Kazachstan · Kenia · Kirgizië · Koeweit · Kroatië · Laos · Lesotho · Letland · Libanon · Liberia · Libië · Liechtenstein · Litouwen · Luxemburg ·  Macedonië · Madagaskar · Malawi · Malediven · Maleisië · Mali · Malta · Marokko · Mauritanië · Mauritius · Mexico · Moldavië · Monaco · Mongolië · Mozambique · Myanmar · Namibië · Nauru · Nederland · Nederlandse Antillen · Nepal · Nicaragua · Nieuw-Zeeland · Niger · Nigeria · Noord-Korea · Noorwegen · Oeganda · Oekraïne · Oezbekistan · Oman · Oostenrijk · Pakistan · Palestina · Panama · Papoea-Nieuw-Guinea · Paraguay · Peru · Polen · Portugal · Puerto Rico · Qatar · Roemenië · Rusland · Rwanda · Saint Kitts en Nevis · Saint Lucia · Saint Vincent en Grenadines · Salomonseilanden · Samoa · San Marino · Sao Tomé en Principe · Saoedi-Arabië · Senegal · Seychellen · Sierra Leone · Singapore · Slovenië · Slowakije · Soedan · Somalië · Spanje · Sri Lanka · Suriname · Swaziland · Syrië · Tadzjikistan · Tanzania · Thailand · Togo · Tonga · Trinidad en Tobago · Tsjaad · Tsjechië · Tunesië · Turkije · Turkmenistan · Uruguay · Vanuatu · Venezuela · Verenigde Arabische Emiraten · Verenigde Staten · Vietnam · Wit-Rusland · Zaïre · Zambia · Zimbabwe · Zuid-Afrika · Zuid-Korea · Zweden · Zwitserland